# Словенија на Летњим олимпијским играма 2016.
Словенија ће учествовати на Летњим олимпијским играма 2016. које ће се одржати у Рио де Жанеиру (Бразил) од 5. до 21. августа 2016. године. Биће то њено седмо учешће на Летњим олимпијским играма. 

## Medalists
| Медаља | Спортиста        | Спорт        | Дисциплина | Датум      |
| ------ | ---------------- | ------------ | ---------- | ---------- |
|        | Тина Трстењак    | Џудо         | до 63 кг   | 9. август  |
|        | Петер Каузер     | Кајак и кану | Слалом К-1 | 10. август |
|        | Василиј Жбогар   | Једрење      | Класа фин  | 16. август |
|        | Анамари Веленшек | Џудо         | до 79 кг   | 11. август |

## Атлетика
Словеначки атлетичари квалификовали су се у следећим дисциплинама у складу са нормама Међународне атлетске федерације.
Мушкарци
- 400 м - Лука Јанежич
- 800 м - Жан Рудолф
- Маратон - Тоне Космач
- Скок мотком - Роберт Ренер

Жене
- 200 м - Маја Михалинец, Сабина Веит
- Маратон - Данеја Грандовец
- Бацање копља - Мартина Ратеј
- Скок у вис - Маруша Черњул
- Скок мотком - Тина Шутеј

## Бициклизам

### Друмски бициклизам
Мушкарци
- Друмска трка - Матеј Мохорич, Јан Поланц, Примож Роглич, Симон Шпилак
- Хронометар - Примож Роглич

Жене
- Друмска трка - Полона Батагељ

### Планински бициклизам
- Крос-кантри трка - Тања Жакељ

## Гимнастика
- Вишебој - Теја Белак

## Једрење
- Класа фин - Василиј Жбогар
- Класа 470 - Тина Мрак, Вероника Мацарол

## Кајак и кану

### Слалом
- Ц-1 - Бењамин Савшек
- Ц-2 - Лука Божич, Сашо Таљат
- К-1 - Петер Каузер
- К-1 - Урша Крагељ

### Спринт
- К-1 200 м и К-1 500 м - Шпела Пономаренко Јанић

## Пливање
Мушкарци
- 100 м и 200м слободно - Анже Тавчар
- 1500м слободно - Мартин Бау
- 100 м прсно - Дамир Дугоњић
- 200 м делфин - Роберт Жбогар

Жене
- 400 м слободно, 200 м делфин - Ања Клинар
- 800 м слободно - Тјаша Одер
- 100м прсно - Тјаша Возел
- 4х200м слободно штафета - Ања Клинар, Тјаша Одер, Тјаша Пинтар, Јања Шегел
- 10км маратон - Шпела Перше

## Рукомет
- Мушка репретентација - 14 играча

## Стони тенис
- Појединачно - Бојан Токић

## Стрељаштво
- Трап - Боштјан Мачек
- 10 м ваздушни пушка - Жива Дворшак

## Тенис
- Женски турнир - Полона Херцог

## Триатлон
- Женска трка - Матеја Шимиц

## Џудо
- 66кг - Адриан Гомбоч
- 73кг - Рок Дракшич
- 90кг - Михаел Жганк
- 63кг - Тина Трстењак
- 78кг - Анамари Веленшек